# Lislkirchnerita
La lislkirchnerita és un mineral de la classe dels nitrats.

## Característiques
La lislkirchnerita és un nitrat de fórmula química Pb₆Al(OH)₈Cl₂(NO₃)₅·2H₂O. Va ser aprovada com a espècie vàlida per l'Associació Mineralògica Internacional l'any 2015. Cristal·litza en el sistema monoclínic. Presenta un nou tipus d'estructura. És el primer nitrat trobat de manera natural que conté plom, i el segon nitrat que conté alumini després de la sveïta.

## Formació i jaciments
Va ser descoberta a la mina Capillitas, al departament d'Andalgalá (Catamarca, Argentina). Es tracta de l'únic indret on ha estat trobada aquesta espècie mineral.